# Trichosanthes laceribractea
Trichosanthes laceribractea är en gurkväxtart som beskrevs av Bunzo Hayata. Trichosanthes laceribractea ingår i släktet Trichosanthes och familjen gurkväxter. Inga underarter finns listade i Catalogue of Life.